# Video Data Bank
Vídeo Data Bank (VDB) és una distribuïdora internacional de videoart i cinema experimental nord-americana. Es va crear a l'Escola de l'Institut d'Art de Chicago (School of Art Institute of Chicago -SAIC) l'any 1976, a l'inici del moviment de l'art audiovisual, i en va significar un recurs pioner. La seva col·lecció inclou els treballs de més de 550 artistes i 6.000 títols de videoart.
La VDB cedeix les obres de què disposa a museus, galeries, escoles d'art, biblioteques i tot tipus d'institucions que tenen com a objectiu la difusió del videoart. Es dedica, també, a exposar noves creacions; conservar arxius analògics i digitals; publicar monografies d'artistes i treballs d'assaigs sobre temes d'art visual; difondre videoart experimental, documentals elaborats per artistes i entrevistes gravades a artistes visuals i a crítics; a més de dur a terme una extensa tasca d'activitats de difusió obertes al públic.
La SAIC desenvolupa tota aquesta tasca de forma desinteressada que financen dos organismes estatals: el National Endowment for the Arts i la Illinois Council.

## Història
El 1974, Kate Horsfield i Lyn Blunebthal, els cofundadors, estudiants de l'Escola d'Institut d'Art de Chicago, van començar a realitzar entrevistes de vídeo amb dones artistes que aleshores no eren respectades en el món de l'art. Van decidir continuar amb les sèries després de comprar una Panasonic Portapak i de gravar amb èxit unes entrevistes amb les pintores Joan Mitchel i Agnes Martin i la reconeguda comissària de museus Marcia Tucker El 1976 Horsfield i Blumenthal van fundar de forma oficial el Video Data Bank amb una petita col·lecció de produccions d'estudiants de vídeo de l'Escola de l'Institut d'Art de Chicago. A l'arxiu, hi van incloure xerrades i entrevistes a artistes de relleu com Alie Neel, Lucy Lippard, Lee Krasner, Barbara Kruger.
Lyn Blumenthaal va morir el 1988 i Kate Horsfield va exercir de directora de la col·lecció fins al 2006, que es va retirar. Actualment la VDB la dirigeix Abina Manning.

## La col·lecció
Es poden fer peticions dels diversos arxius audiovisuals que configuren la col·lecció en diversos formats (Mini DV, DV, Beta SP, Digibeta) així com sol·licituds per a exposicions públiques. El preu de cada còpia depèn del format i del vídeo en qüestió. Els vídeos van acompanyats d'un text informatiu en el qual s'explica de què tracta el vídeo i quina ha estat la motivació de l'artista per a realitzar-lo.
Alguns vídeos tenen la possibilitat de fer una previsualització de part de l'arxiu a través d'Internet.
Per a poder comprar material és necessari crear un compte d'usuari en el VDB.
El Video Data Bank disposa de quatre col·leccions de vídeos produïts des del 1968 fins a l'actualitat:

### Early Video Art (Video Art dels inicis)
Inclou diversos títols de la col·lecció de Castelli – Sonnabend, la primera i la més important col·lecció de videoart recopilada als Estats Units. La col·lecció es va aplegar entre el 1968 i el 1980. Aquest treball és un exemple dels primers experiments en videoart i inclou actuacions conceptuals i feministes així com experiments amb vídeo i documentals. En conjunt, dona una visió del que van ser els esdeveniments dels 60. Aquesta col·lecció inclou els artistes Vito Acconci, Lynda Benglis, Dara Birnbaum, Joan Jonas, Bruce Nauman i William Wegman.

### Independent Video and Alternative Media (Vídeo independent i multimèdia alternatius)
És una col·lecció que inclou treballs a partir del 1980. Representen la següent generació de realitzadors de vídeos i artistes més joves. Tracten temes com el feminisme, la sida, estudis de gènere, televisió reivindicativa, noves tecnologies i identitat multicultural. La col·lecció inclou artistes contemporanis com Sadie Benning, Jem Cohem, Harun Farocki, walid Raad, Paul Chan, Guillermo Gomez-Pena, Miranda juliol i George Kuchar.

### On Art and Artists (Sobre l'Art i Artistes)
És una col·lecció de gravacions d'entrevistes a diversos artistes visuals, fotògrafs i crítics sobre la realització dels seus treballs.

## Surveying the First Decade (Sobrevivint la primera dècada)
Està compost per treballs de videoart i multimèdia alternatius que apleguen vint-i-set hores de vídeo experimental i independent creats des del 1968 al 1980, la primera dècada de la producció de videoart. El 1995 es va gravar en VHS i el 2008 es va tornar a gravar en DVD. L'antologia, que va comissionar Chris Hill, recull 68 títols de més de 60 artistes i s'ha convertit en un punt de referència per als estudis sobre comunicació artística alternativa atesa l'excel·lent informació que ofereix sobre les realitzacions dels primers anys.

## Tipologia de lloguer de l'arxiu

### Lloguer de projecció única
VDB ofereix títols del seu arxiu per a fer-ne projeccions en BetaSP, Mini DV o en formats DVD (els formats en HD estan disponibles per a llogar-los en BluRay). Mitjançant una llicència es pot obtenir material per realitzar projeccions en classes, teatres o altres espais d'exhibició, amb la condició que cal fer una comanda per a cada projecció, el preu de la qual oscil·la entre els 60 i els 100 euros.

### Adquisicions per a biblioteques
VDB ofereix DVD (els formats en HD estan disponibles en BluRay) per a institucions educatives. Aquest tipus d'adquisicions estan pensades per poder realitzar diverses projeccions. Estan completament prohibits altres tipus de préstecs, duplicats, projeccions en sèrie i gravacions en directe dels vídeos. El preu oscil·la entre els 180 i els 280 euros.

## Recursos

### Assaigs
El VDB ofereix obres d'assaigs sobre el videoart i els artistes que en realitzen en format PDF. El catàleg d'obres s'amplia de forma continuada.

### Biblioteca d'obres impreses
El VDB alberga una única llibreria que conté textos escrits sobre videoart, catàlegs de festivals, col·leccions relacionades i informació sobre artistes. Aquests recursos estan disponibles per a estudiants i investigadors mitjançant una sol·licitud.

### Cambra de visionat
el visionat d'obres és gratuït i obert al públic després d'una sol·licitud prèvia mitjançant correu electrònic o telèfon. La cambra té capacitat per a unes 4 o 5 persones.

### Altres recursos
El VDB també ofereix un fòrum de discussió obert a totes aquelles persones que s'hi hagin registrat.
A més a més, ofereix informació actualitzada sobre esdeveniments i notícies.